# Ruinen
Ruinen è una località e un'ex-municipalità dei Paesi Bassi situata nella provincia di Drenthe. Soppressa il 1º gennaio 1998, il suo territorio:
- in parte è andato a costituire, insieme al territorio delle ex-municipalità di Ruinerwold e De Wijk e di parte del territorio di Zuidwolde, la municipalità di De Wolden, nel quale è entrato a far parte anche il centro abitato;
- in parte è andato a costituire, insieme al territorio della ex-municipalità di Smilde e a parte del territorio di Westerbork, Beilen e Zweeloo, la municipalità di Middenveld;
- in parte è andato a costituire, insieme al territorio delle ex-municipalità di Diever, Dwingeloo, Havelte e Vledder e a parte del territorio di Beilen, la municipalità di Westerveld;
- in parte è stato incorporato in quello della municipalità di Hoogeveen.[1]